# Peter Krebs
 Der er for få eller ingen kildehenvisninger i denne artikel, hvilket er et problem. Du kan hjælpe ved at angive troværdige kilder til de påstande, som fremføres i artiklen.

Peter Krebs, er en dansk tidligere rugbyspiller. Han spillede i Lynet Aalborg, fra han var 13, til 37 år gammel. Han blev som 16-årig som den yngste nogensinde udtaget til det danske A-landshold. Han fik titlen "Danmarks Bedste Sparker" i 1982.
Peter Krebs har fejret jubilæum med 25 landskampe for rugby-landsholdet.